# Gregor Baci

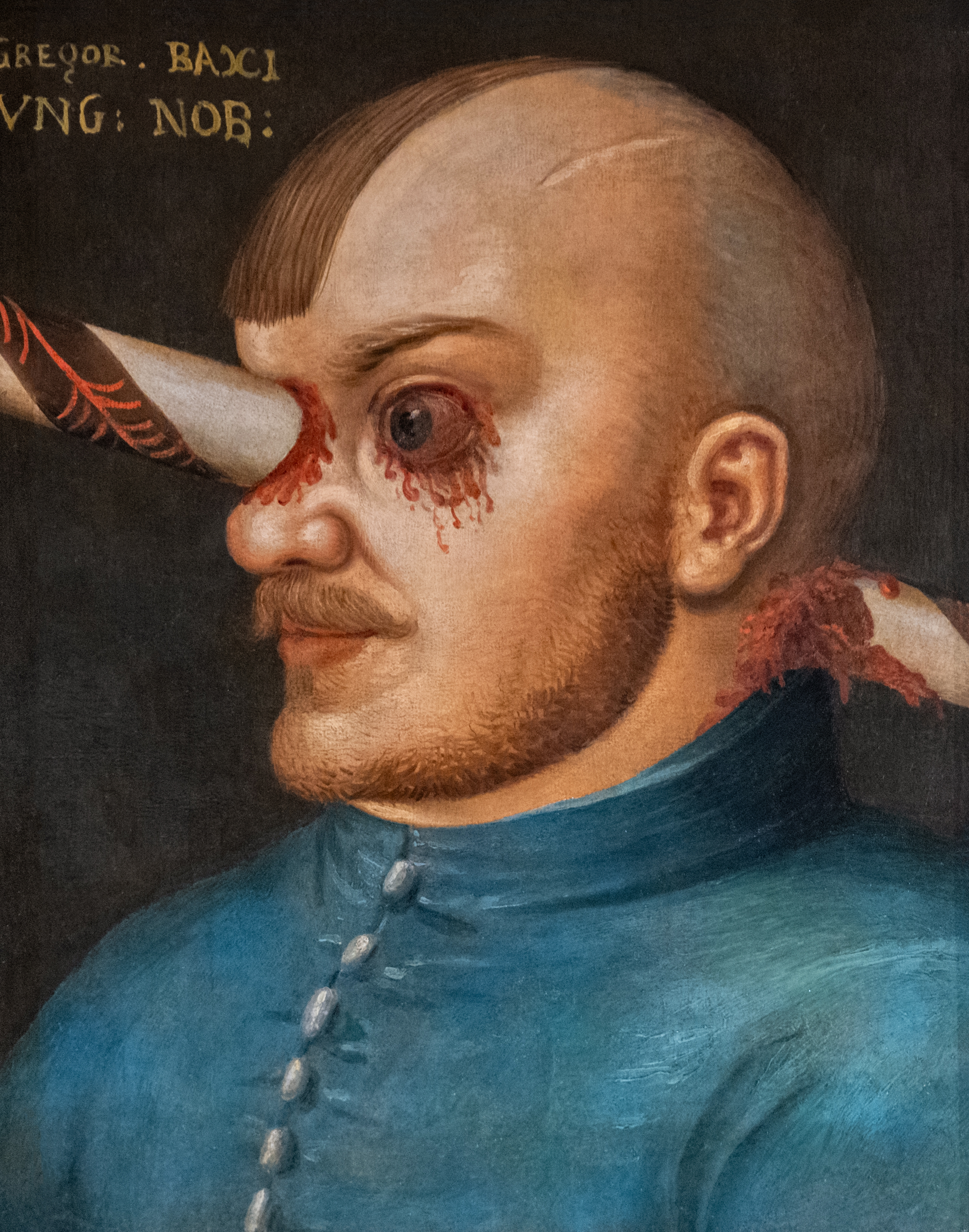
Gregor Baci, Ölgemälde eines unbekannten Malers, 16. Jahrhundert

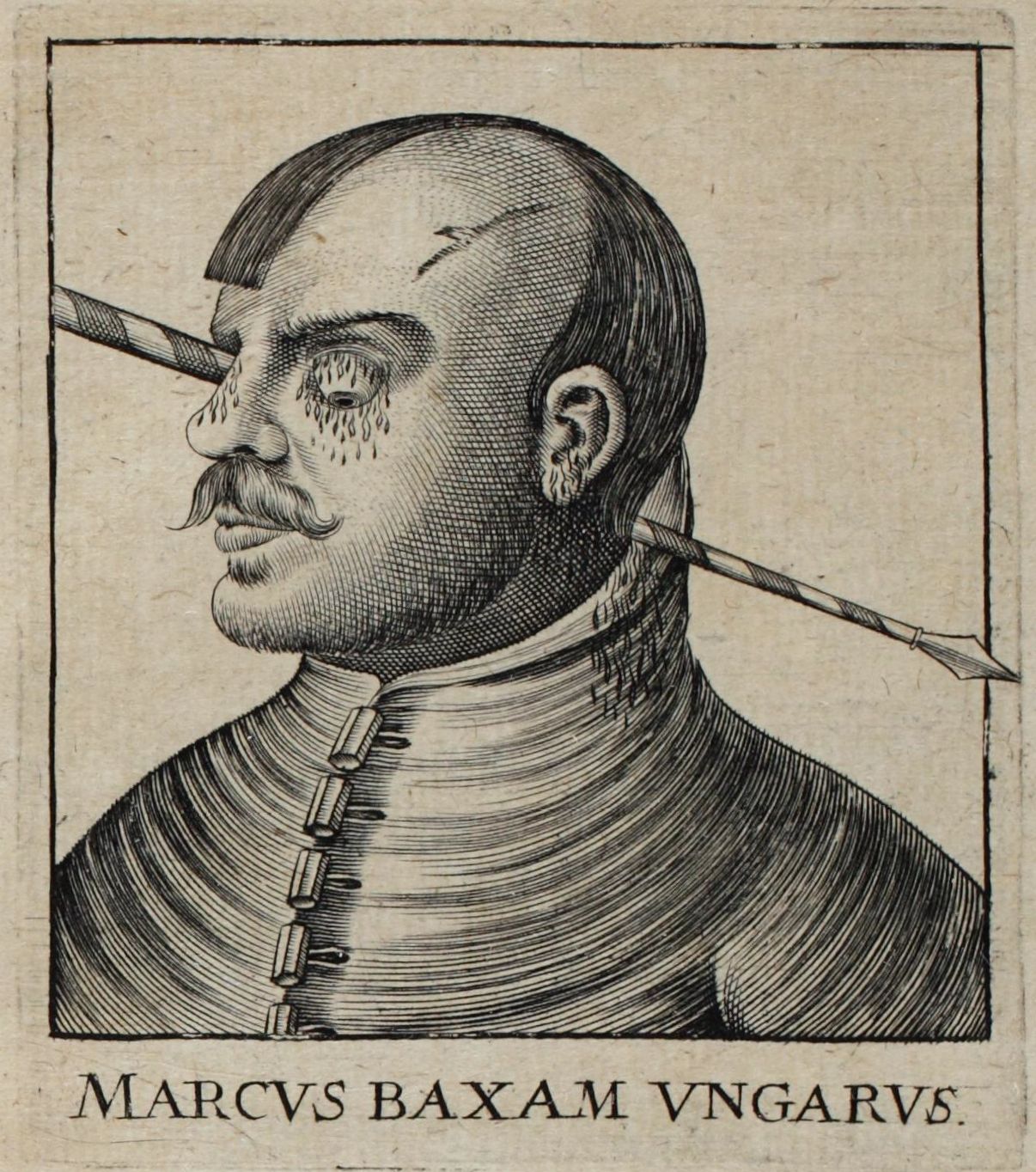
Kupferstich um 1695 der hier als Paksy Gergely bzw. Baksa Márk bezeichneten Person

Gregor Baci (eingedeutscht), ungarisch Gergely Paksy war ein ungarischer Edelmann im 16. Jahrhundert, der eine schwere Kopfverletzung durch eine Lanze erlitt, die er der Überlieferung nach noch um ein Jahr überlebt haben soll. Sein Schicksal ist unter anderem durch ein Porträt eines unbekannten deutschen Malers in der Kunst- und Wunderkammer des Erzherzog Ferdinands II. auf Schloss Ambras Innsbruck überliefert.

## Identität
Die Identität des Mannes sowie die genaue Ursache seiner Verletzung sind nicht zweifelsfrei überliefert und es kursieren mehrere Versionen darum. Nach der zu dem Gemälde in Schloss Ambras gehörigen Legende handelt es sich bei dem Porträtierten um Gregor Baci, jedoch kann der auf dem Gemälde verzeichnete Name auch als Gregor Baxi gelesen werden. Dieser soll seine Verletzung durch eine Turnierlanze bei einem ritterlichen Tjost erlitten haben. Im Widerspruch dazu steht ein Inventar von 1621, wonach er die Verletzung bei einem Kampf gegen die osmanischen Türken empfing und diese um ein Jahr überlebte. Nach Józef Bánlaky erlitt ein Gergely Paksy eine Kopfverletzung durch eine türkische Lanze, die er ebenfalls einige Zeit überlebte. Gregor Baci ist offenbar die eingedeutschte Schreibung des ungarischen Namens Gergely Paksy. Somit handelt es sich hierbei höchstwahrscheinlich um dieselbe Person.

## Überlieferung

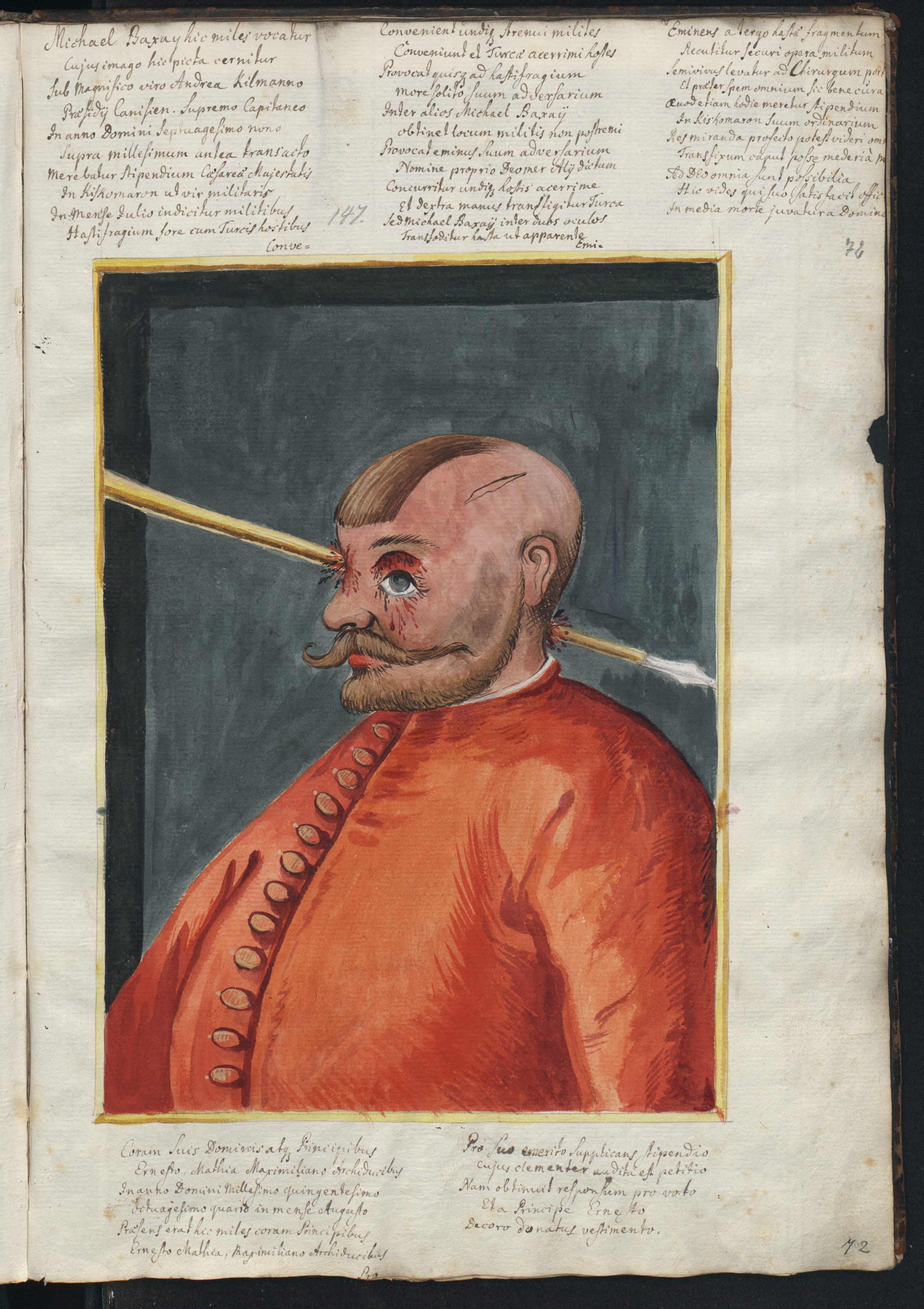
Abbildung in Icones habitus monumenta Turcarum Fol. 72r, zwischen 1586 und 1650

Das Porträt Gregor Bacis entstand etwa um 1550 von einem unbekannten deutschen Maler. Es wurde in Öl auf Leinwand gemalt und misst 31 × 39 cm. Das Bild wurde erstmals 1621 in einem Inventar gelistet und gehört zur Sammlung von Schloss Ambras Innsbruck. Die Beschriftung Gregor. BAXI VNG: NOB: in der linken oberen Ecke weist die porträtierte Person als ungarischen Adeligen Gregor Baci aus. Es zeigt das Brustporträt eines jungen Mannes im Halbprofil mit Blick nach links. Er trägt eine blaue, hochgeschlossene Schecke, sein Kopf ist linksseitig großflächig kahlrasiert, und auf der Kopfhaut ist eine verheilte Narbe sichtbar. Baci trägt einen Schnurr- und ausrasierten Vollbart. Sein Kopf ist von einer weißen Lanze durchbohrt, die mit einem spiralenförmig umlaufenden braunen Band mit rotem Federmuster verziert ist. Die Lanze ist durch das rechte Auge in Bacis Kopf eingedrungen und tritt in der Nackengegend wieder aus. Im Gesicht ist die Eintrittswunde durch einen Kranz kleiner Blutstropfen auf dem Nasenrücken dargestellt. An der Austrittsstelle ist blutiges, fetzenförmiges Hautgewebe abgebildet. Das linke Auge ist geschwollen, blutunterlaufen und tritt etwas aus der Augenhöhle hervor. Neben diesem Gemälde existiert ein Kupferstich eines Gergely Paksy, der dem Ambraser Gemälde nahezu vollständig gleicht und im Jahr 1598 entstanden sein soll. Im Gegensatz zum Gemälde trägt der Mann auf dem Kupferstich einen gesteppten Kragen mit rechteckigen Knöpfen. Nicht nur die Lanzenverletzung, sondern auch die abgebildete Person ist nahezu identisch mit dem Porträt Bacis auf Schloss Ambras.
Eine ähnliche Abbildung, eines als Michael Baxay bezeichneten Mannes, findet sich auf Fol. 72r der zwischen 1586 und 1650 entstandenen Handschrift Icones habitus monumenta Turcarum Libri picturati A 15 der Jagellonischen Bibliothek Krakau. Das Bildnis gleicht den Abbildungen Bacis in Habitus, der Verletzung, Frisur und der Narbe auf dem Schädel. Die Bildumschrift berichtet, dass der dargestellte Michael Baxay die Verletzung durch eine Lanze im Kampf gegen die Türken erlitt, womit das Bildnis selbst, wie auch die hier überlieferte Geschichte höchstwahrscheinliche eine Variante der Gregor Bacis ist.

## Medizinische Aspekte
Wie originalgetreu die Unfallsituation auf dem Gemälde wiedergegeben ist, kann heute nicht mehr sicher beurteilt werden, da nicht bekannt ist, ob der Maler das Bild in Gegenwart Bacis oder nach Berichten anfertigte.
Nach Ausweis des Gemäldes drang die Lanze durch die rechte Augenhöhle in den Kopf ein und trat im Nacken wieder aus dem Schädel aus. Die Rötung und das Hervortreten (Exophthalmus) des linken Auges geht vermutlich auf eine Sinus-cavernosus-Fistel zurück. Die Versorgung der Verletzung Gregor Bacis erfolgte durch Absägen der Lanze an der Ein- und Austrittsstelle.
Weitere rezente Fälle mit ähnlichen Verletzungsmustern bestätigen, dass solche Verletzungen überlebt werden können. Aufgrund skeptischer Reaktionen von Museumsbesuchern auf die überlieferte Überlebenszeit von einem Jahr nach Bacis Unfall wurde der Fall von den Radiologen, Radioonkologen und Neurologen der Medizinischen Universität Innsbruck untersucht. Dazu wurden die zweidimensionalen Daten des Gemäldes auf ein dreidimensionales Modell eines anonymen Patientenschädels übertragen und mittels Rapid Prototyping ein Modell von Bacis Kopfverletzung erstellt. Die Mediziner bestätigten den historischen Bericht und die Möglichkeit, dass Baci die Verletzung um ein Jahr überleben konnte. Unter günstigen Umständen hatte sich die Lanze unterhalb des Gehirns durch den Schädel gebohrt. Wenn dabei die Hirnhaut nicht verletzt wurde, war die Gefahr einer auftretenden Sepsis des Gehirns nicht sehr hoch, was für eine hohe Überlebenschance Bacis spricht. Die Ärzte gehen mit großer Wahrscheinlichkeit davon aus, dass Baci trotz der Schwere seiner Verletzung keine wesentlichen Beeinträchtigungen hatte und dass eine solche Verletzung unter günstigen Umständen auch über mehrere Jahre überlebt werden konnte. Zudem wird davon ausgegangen, dass bleihaltige Farben der Lanze eine antiseptische Wirkung auf den Wundkanal hatten. Ein 3D-Modell eines Schädels mit der nachgestellten Lanzenverletzung ist neben dem Gemälde in der Ausstellung von Schloss Ambras ausgestellt.